# Danh sách giải thưởng và đề cử của Big Bang
Big Bang, nhóm nhạc nam gồm năm thành viên tới từ Hàn Quốc, kể từ khi ra mắt vào năm 2006 đã giành về cho mình không ít các giải thưởng và đề cử. Hầu hết các giải thưởng nhóm đạt được tại Hàn Quốc. Tuy nhiên họ cũng thu về một số giải thưởng và đề cử quốc tế, trong đó đáng chú ý là giải "Best Worldwide Act" tại MTV Europe Music Awards 2011.

## Tại Hàn Quốc

### Bugs Music Awards
| Năm  | Giải                                | Đề cử cho | Kết quả   |
| ---- | ----------------------------------- | --------- | --------- |
| 2011 | Nhóm nhac nam xuất sắc nhất (Top 3) | Big Bang  | Đoạt giải |

### Cyworld Digital Music Awards
| Năm  | Giải                          | Đề cử cho             | Kết quả   |
| ---- | ----------------------------- | --------------------- | --------- |
| 2006 | Tân binh của tháng (tháng 10) | Big Bang              | Đoạt giải |
| 2007 | Bài hát của tháng (tháng 8)   | "Lies"                | Đoạt giải |
| 2007 | Bài hát của tháng (9)         | "Lies"                | Đoạt giải |
| 2007 | Bài hát của tháng (tháng 12)  | "Last Farewell"       | Đoạt giải |
| 2008 | Bài hát của tháng (tháng 8)   | "Haru Haru"           | Đoạt giải |
| 2008 | Bài hát của tháng (tháng 11)  | "Sunset Glow"         | Đoạt giải |
| 2009 | Bài hát của tháng (tháng 4)   | "Lollipop" (với 2NE1) | Đoạt giải |
| 2009 | Bonsang                       | "Hallelujah"          | Đoạt giải |
| 2012 | Bài hát của tháng (tháng 2)   | "Blue"                | Đoạt giải |
| 2012 | Bài hát của tháng (tháng 3)   | "Fantastic Baby"      | Đoạt giải |

### Gaon Chart K-Pop Awards
| Năm  | Giải | Đề cử cho                         | Kết quả   |
| ---- | --- | --------------------------------- | --------- |
| 2011 | Bài hát của tháng (tháng 4)                                                                                                   | "Love Song"                       | Đoạt giải |
| 2012 | Bài hát của tháng (tháng 2)                                                                                                   | "Blue"                            | Đoạt giải |
| 2012 | Bài hát của tháng (tháng 3)                                                                                                   | "Fantastic Baby"                  | Đoạt giải |
| 2012 | Album của năm (Quý thứ nhất)                                                                                                  | Alive                             | Đoạt giải |
| 2015 | Bài hát của tháng (tháng 5)                                                                                                   | "Loser"                           | Đoạt giải |
| 2015 | Bài hát của tháng (tháng 6)                                                                                                   | "Bang Bang Bang"                  | Đoạt giải |
| 2015 | Bài hát của tháng (tháng 7) Bài hát của tháng (tháng 8) Giải thưởng YINYUETAI dành cho nhóm nhạc có sức ảnh hưởng nhất châu Á | "If You" "Let's not fall in love" | Đoạt giải |

### Golden Disk Awards
Golden Disk Awards là lễ trao giải âm nhạc bắt đầu từ năm 1986 và được tổ chức hàng năm bởi Hiệp hội Công nghiệp Âm nhạc Hàn Quốc. Giải thưởng Chính (Đĩa Bonsang) được trao cho 10 nghệ sĩ xuất sắc nhất, được đánh giá thông qua lượng bán đĩa cũng như qua lượt bình chọn và cuối cùng là đánh giá của hội đồng giám khảo. Giải thưởng lớn (Đĩa Daesang), tương đương với giải "Nghệ sĩ của năm", được trao cho album phòng thu xuất sắc nhất.
| Năm  | Giải                            | Đề cử cho | Kết quả   |
| ---- | ------------------------------- | --------- | --------- |
| 2007 | Digital Daesang                 | Big Bang  | Đề cử     |
| 2007 | Digital Bonsang                 | Big Bang  | Đoạt giải |
| 2008 | Digital Daesang                 | Big Bang  | Đề cử     |
| 2008 | Digital Bonsang                 | Big Bang  | Đoạt giải |
| 2012 | Digital Daesang                 | Big Bang  | Đề cử     |
| 2012 | Digital Bonsang                 | Big Bang  | Đề cử     |
| 2013 | Digital Bonsang                 | Big Bang  | Đoạt giải |
| 2013 | Giải thưởng Quốc tế MSN         | Big Bang  | Đoạt giải |
| 2015 | Digital Daesang                 | Loser     | Đoạt giải |
| 2015 | Digital Bonsang                 | Big Bang  | Đoạt giải |
| 2015 | Nghệ sĩ nam được yêu thích nhất | Big Bang  | Đoạt giải |

### Korean Music Awards
| Năm  | Giải                                                                   | Đề cử cho       | Kết quả   |
| ---- | ---------------------------------------------------------------------- | --------------- | --------- |
| 2015 | Ca khúc của năm Bài hát nhạc pop hay nhất. Nghệ sĩ được yêu thích nhất | <center>BIGBANG | Đoạt giải |
| 2008 | Nghệ sĩ Dance & Electronic của năm do cộng đồng mạng bầu chọn          | Big Bang        | Đoạt giải |

### Melon Music Awards
| Năm  | Giải                            | Đề cử cho                | Kết quả   |
| ---- | ------------------------------- | ------------------------ | --------- |
| 2011 | Daesang                         | Tonight                  | Đề cử     |
| 2011 | Bonsang                         | Tonight                  | Đoạt giải |
| 2012 | Bonsang                         | Alive                    | Đoạt giải |
| 2012 | Album của năm                   | Alive                    | Đề cử     |
| 2012 | Nghệ sĩ của năm                 | Big Bang                 | Đề cử     |
| 2012 | Bài hát của năm                 | "Fantastic Baby"         | Đề cử     |
| 2012 | Giải ngôi sao toàn cầu          | "Fantastic Baby"         | Đề cử     |
| 2012 | Netizen Popularity Battle Award | "Fantastic Baby"         | Đề cử     |
| 2015 | Popularity Award (11 tháng 5)   | "Loser"                  | Đoạt giải |
| 2015 | Popularity Award (18 tháng 5)   | "Loser"                  | Đoạt giải |
| 2015 | Popularity Award (25 tháng 5)   | "Loser"                  | Đoạt giải |
| 2015 | Popularity Award (1 tháng 6)    | "Loser"                  | Đoạt giải |
| 2015 | Popularity Award (8 tháng 6)    | "Loser"                  | Đoạt giải |
| 2015 | Popularity Award (15 tháng 6)   | "Bang Bang Bang"         | Đoạt giải |
| 2015 | Popularity Award (22 tháng 6)   | "Bang Bang Bang"         | Đoạt giải |
| 2015 | Popularity Award (29 tháng 6)   | "Bang Bang Bang"         | Đoạt giải |
| 2015 | Popularity Award (6 tháng 7)    | "Bang Bang Bang"         | Đoạt giải |
| 2015 | Popularity Award (13 tháng 7)   | "If You"                 | Đoạt giải |
| 2015 | Popularity Award (20 tháng 7)   | "If You"                 | Đoạt giải |
| 2015 | Popularity Award (27 tháng 7)   | "If You"                 | Đoạt giải |
| 2015 | Popularity Award (3 tháng 8)    | "Bang Bang Bang"         | Đoạt giải |
| 2015 | Popularity Award (10 tháng 8)   | "If You"                 | Đoạt giải |
| 2015 | Popularity Award (17 tháng 7)   | "Let's Not Fall in Love" | Đoạt giải |
| 2015 | Popularity Award (24 tháng 8)   | "Let's Not Fall in Love" | Đoạt giải |
| 2015 | Bài Hát Của Năm (Daesang)       | BANG BANG BANG           | Đoạt Giải |
| 2015 | Nghệ sĩ Của Năm (Daesang)       | Big Bang                 | Đoạt Giải |
| 2015 | Video âm nhạc xuất sắc nhất     | Bae Bae                  | Đoạt Giải |
| 2015 | Top 10 nghệ sĩ được yêu thích   | Big Bang                 | Đoạt Giải |
| 2015 | Album của năm                   | Album''M''               | Đề Cử     |

### Mnet Asian Music Awards
| Năm                                               | Giải                                 | Đề cử cho      | Kết quả   |
| ------------------------------------------------- | ------------------------------------ | -------------- | --------- |
| 2006                                              | Nhóm nhạc mới của năm                | "La La La"     | Đề cử     |
| 2007                                              | Bài hát hip hop hay nhất             | "Lies"         | Đề cử     |
| 2007                                              | Nhóm nhạc nam xuất sắc nhất          | Big Bang       | Đoạt giải |
| 2007                                              | Bài hát của năm                      | "Lies"         | Đoạt giải |
| 2007                                              | Nghệ sĩ của năm                      | Big Bang       | Đề cử     |
| 2007                                              | Album của năm                        | Always         | Đề cử     |
| 2008                                              | Bài hát House và Electronic hay nhất | "Haru Haru"    | Đề cử     |
| 2008                                              | Nhóm nhạc nam xuất sắc nhất          | Big Bang       | Đoạt giải |
| 2008                                              | Bài hát của năm                      | "Haru Haru"    | Đề cử     |
| 2008                                              | Nghệ sĩ của năm                      | Big Bang       | Đoạt giải |
| 2009                                              | Nhóm nhạc nam xuất sắc nhất          | Big Bang       | Đề cử     |
| 2011                                              |                                      |                |           |
| Nhóm nhạc nam xuất sắc nhất                       | Big Bang                             | Đề cử          |           |
| Video âm nhạc hay nhất                            | "Love Song"                          | Đoạt giải      |           |
| Màn trình diễn nhảy xuất sắc nhất - Nhóm nhạc nam | "Tonight"                            | Đề cử          |           |
| Bài hát của năm                                   | "Tonight"                            | Đề cử          |           |
| Album của năm                                     | Tonight                              | Đề cử          |           |
| Nghệ sĩ của năm                                   | Big Bang                             | Đề cử          |           |
| 2012                                              |                                      |                |           |
| Nhóm nhạc nam xuất sắc nhất                       | Big Bang                             | Đoạt giải      |           |
| Nhóm nhạc toàn cầu xuất sắc nhất - Nam            | Big Bang                             | Đề cử          |           |
| Guardian Angel Worldwide Performer                | Alive GALAXY Tour 2012               | Đoạt giải      |           |
| Video âm nhạc hay nhất                            | "Monster"                            | Đề cử          |           |
| Nghệ sĩ của năm                                   | Big Bang                             | Đoạt giải      |           |
| Album của năm                                     | Alive                                | Đề cử          |           |
| 2015                                              | Nghệ sĩ được yêu thích toàn cầu      | Big bang       | Đoạt giải |
| 2015                                              | Bài hát của năm                      | Bang Bang Bang | Đoạt giải |
| 2015                                              | Video âm nhạc xuất sắc nhất          | Bae bae        | Đoạt giải |
| 2015                                              | Album của năm                        | Album''M''     | Đề cử     |
| 2015                                              | Nghệ sĩ của năm                      | Big Bang       | Đoạt Giải |

### Mnet 20's Choice Awards
| Năm  | Giải                                | Đề cử cho  | Kết quả   |
| ---- | ----------------------------------- | ---------- | --------- |
| 2008 | Hot Trend Musician                  | Big Bang   | Đoạt giải |
| 2009 | Hot Commercial Film Star (với 2NE1) | "Lollipop" | Đoạt giải |
| 2011 | Hot Trend Musician                  | Big Bang   | Đề cử     |
| 2012 | Hot Trend Musician                  | Big Bang   | Đề cử     |

### Seoul Music Awards
| Năm  | Giải                                   | Đề cử cho        | Kết quả   |
| ---- | -------------------------------------- | ---------------- | --------- |
| 2007 | Daesang                                | Stand Up         | Đoạt giải |
| 2007 | Bản thu phát hành kĩ thuật số của năm  | Big Bang         | Đoạt giải |
| 2007 | Bonsang                                | Big Bang         | Đoạt giải |
| 2009 | Bonsang                                | Big Bang         | Đoạt giải |
| 2009 | Bản thu của năm                        | Remember         | Đoạt giải |
| 2009 | Mobile Popularity Award                | Big Bang         | Đoạt giải |
| 2009 | High One Music Award                   | Big Bang         | Đoạt giải |
| 2012 | Bonsang                                | Tonight          | Đề cử     |
| 2012 | Popularity Award                       | Big Bang         | Đề cử     |
| 2013 | Bonsang                                | "Fantastic Baby" | Đoạt giải |
| 2015 | Bản thu của năm ở mảng nhạc số Bonsang | "Bang Bang Bang" | Đoạt giải |

### SBS MTV Best of the Best Awards
| Năm  | Giải                                  | Đề cử cho | Kết quả   |
| ---- | ------------------------------------- | --------- | --------- |
| 2011 | Giải địch thủ hàng đầu                | Big Bang  | Đoạt giải |
| 2011 | Giải Ngôi sao toàn cầu                | Big Bang  | Đề cử     |
| 2011 | Nhóm nhạc nam xuất sắc nhất           | Big Bang  | Đoạt giải |
| 2011 | Thần tượng trí thức nhất              | Big Bang  | Đoạt giải |
| 2011 | Người khuấy động tâm trạng hay nhất   | Big Bang  | Đoạt giải |
| 2011 | Thần tượng để mời tới tiệc Giáng sinh | Big Bang  | Đoạt giải |

## Quốc tế

### Japan Record Awards
Japan Record Awards vinh danh các cống hiến trong hiệp hội các nhà sáng tác nhạc Nhật Bản, tương tự như giải Grammy của Hoa Kỳ. Buổi lễ trao giải được phát trực tiếp vào đêm giao thừa dương lịch hàng năm (đôi khi vào ngày 30 tháng 12) trên kênh TBS vào lúc 6h30 tối (giờ Nhật).
| Năm  | Giải                      | Đề cử cho | Kết quả   |
| ---- | ------------------------- | --------- | --------- |
| 2009 | Nghệ sĩ mới               | Big Bang  | Đoạt giải |
| 2009 | Nghệ sĩ mới xuất sắc nhất | Big Bang  | Đoạt giải |
| 2010 | Giải Vàng                 | Big Bang  | Đoạt giải |

### Japan Gold Disc Award
| Năm  | Giải                          | Đề cử cho | Kết quả   |
| ---- | ----------------------------- | --------- | --------- |
| 2010 | 5 Nghệ sĩ mới xuất sắc nhất   | Big Bang  | Đoạt giải |
| 2013 | 3 Album xuất sắc nhất (Asian) | Alive     | Đoạt giải |

### MTV Europe Music Awards
| Năm  | Giải                                | Đề cử cho | Kết quả   |
| ---- | ----------------------------------- | --------- | --------- |
| 2011 | Nghệ sĩ xuất sắc nhất toàn thế giới | Big Bang  | Đoạt giải |
| 2011 | Nghệ sĩ châu Á xuất sắc nhất        | Big Bang  | Đoạt giải |

### Myx Music Awards
| Năm  | Giải                  | Đề cử cho | Kết quả |
| ---- | --------------------- | --------- | ------- |
| 2012 | Video K-Pop Yêu thích | "Tonight" | Đề cử   |
| 2013 | Video K-Pop Yêu thích | "Monster" | Đề cử   |

### TRL AwardscủaMTV Italia
| Năm  | Giải                        | Đề cử cho | Kết quả   |
| ---- | --------------------------- | --------- | --------- |
| 2012 | Người hâm mộ tuyệt vời nhất | V.I.P     | Đoạt giải |

### World Music Awards
| Năm  | Giải                                      | Đề cử cho        | Kết quả      |
| ---- | ----------------------------------------- | ---------------- | ------------ |
| 2014 | Nhóm nhạc xuất sắc nhất thế giới          | Big Bang         | Đề cử        |
| 2014 | Hoạt động lưu diễn xuất sắc nhất thế giới | Big Bang         | Đề cử        |
| 2014 | Video âm nhạc hay thế giới                | "Fantastic Baby" | Đề cử        |
| 2015 | Nhóm nhạc xuất sắc nhất thế giới          | Big Bang         | Chưa công bố |
| 2015 | Hoạt động lưu diễn xuất sắc nhất thế giới | Big Bang         | Chưa công bố |
| 2015 | Album hay thế giới                        | M                | Chưa công bố |
| 2015 | Bài hát hay thế giới                      | "Loser"          | Chưa công bố |
| 2015 | Bài hát hay thế giới                      | "Bae Bae"        | Chưa công bố |
| 2015 | Video âm nhạc hay thế giới                | "Loser"          | Chưa công bố |
| 2015 | Video âm nhạc hay thế giới                | "Bae Bae"        | Chưa công bố |

## Các giải thưởng khác
| Năm                                                    | Giải                                                   | Đề cử cho                                          | Kết quả   |
| ------------------------------------------------------ | ------------------------------------------------------ | -------------------------------------------------- | --------- |
| Liên hoan Nghệ thuật ảnh Hàn Quốc MBC lần thứ 8        |                                                        |                                                    |           |
| 2007                                                   | Giải ca sĩ nam ăn ảnh                                  | Big Bang                                           | Đoạt giải |
| Nickelodeon Korea Kids' Choice Awards                  |                                                        |                                                    |           |
| 2008                                                   | Ca sĩ nam xuất sắc nhất                                | Big Bang                                           | Đoạt giải |
| 2009                                                   | Nghệ sĩ nam xuất sắc nhất                              | Big Bang                                           | Đoạt giải |
| Style Icon Awards                                      |                                                        |                                                    |           |
| 2008                                                   | Nghệ sĩ Pop nam                                        | Big Bang                                           | Đoạt giải |
| Giải thưởng Truyền hình Hàn Quốc lần thứ 35            |                                                        |                                                    |           |
| 2008                                                   | Giải Nghệ sĩ mới                                       | Big Bang                                           | Đoạt giải |
| Korea PD Awards lần thứ 21                             |                                                        |                                                    |           |
| 2009                                                   | Giải ca sĩ xuất sắc nhất                               | Big Bang                                           | Đoạt giải |
| Best Hits Kayosai 2009                                 |                                                        |                                                    |           |
| 2009                                                   | Giải Nghệ sĩ vàng                                      | Big Bang                                           | Đoạt giải |
| Giải thưởng Truyền hình cáp Nhật Bản lần thừ 42        |                                                        |                                                    |           |
| 2009                                                   | Giải Nghệ sĩ mới xuất sắc nhất                         | Big Bang                                           | Đoạt giải |
| Bộ Văn hóa, Thể thao và Du lịch Hàn Quốc               |                                                        |                                                    |           |
| 2009                                                   | Nghệ sĩ của năm                                        | Big Bang                                           | Đoạt giải |
| 2012                                                   | Đời sống và giải trí                                   | Sách ảnh đầu tiên của Big Bang, Extraordinary 20's | Đoạt giải |
| United Nation Asia Pacific Global Tolerance with Music |                                                        |                                                    |           |
| 2010                                                   | Global Unity Award                                     | Big Bang                                           | Đoạt giải |
| Japanese Grand Prix du Disque                          |                                                        |                                                    |           |
| 2010                                                   | Nghệ sĩ mới xuất sắc nhất                              | Big Bang                                           | Đoạt giải |
| Space Shower Music Video Awards                        |                                                        |                                                    |           |
| 2010                                                   | Video có vũ đạo hay nhất                               | -                                                  | Đoạt giải |
| Singapore Entertainment Awards                         |                                                        |                                                    |           |
| 2011                                                   | Nghệ sĩ Hàn Quốc Nổi tiếng nhất                        | Big Bang                                           | Đoạt giải |
| 2013                                                   | Nghệ sĩ Hàn Quốc Nổi tiếng nhất                        | Big Bang                                           | Đề cử     |
| 2013                                                   | Video Âm nhạc Nổi tiếng nhất (K-pop)                   | "Fantastic Baby"                                   | Đề cử     |
| Taiwan Warner Music                                    |                                                        |                                                    |           |
| 2012                                                   | Giải Bạch kim                                          | Big Bang Special Edition                           | Đoạt giải |
| 2012                                                   | Giải Bạch kim đôi                                      | Alive                                              | Đoạt giải |
| Billboard Fan Army Face-Off                            |                                                        |                                                    |           |
| 2014                                                   | Fan Army Face-Off                                      | V.I.P của BIGBANG                                  | Đoạt giải |
| YouTube Music Awards                                   |                                                        |                                                    |           |
| 2015                                                   | Nghệ sĩ danh dự                                        | Big Bang (GD X Taeyang - "Good Boy")               | Đoạt giải |
| China’s QQ Music Awards                                |                                                        |                                                    |           |
| 2015                                                   | Nhóm nhạc nước ngoài xuất sắc nhất                     | Big Bang                                           | Đoạt giải |
| Korea SNS Industry Awards                              |                                                        |                                                    |           |
| 2015                                                   | Director of the Korea Internet & Security Agency Award | Big Bang                                           | Đoạt giải |
| MTV Iggy                                               |                                                        |                                                    |           |
| 2015                                                   | Bài hát Hè 2015                                        | Bang Bang Bang                                     | Đoạt giải |

## Chiến thắng trên các bảng xếp hạng âm nhạc

### InkigayocủaSBS
Big Bang đã giành 48 giải Mutizen và 10 lần Triple Crown (đầu bảng 3 tuần liên tiếp), bao gồm cả các hoạt động solo, kể từ khi lên ngôi với "Lies" vào ngày 9 tháng 9 năm 2007. Họ hiện giữ kỉ lục giành nhiều giải Mutizen và Triple Crown nhất cũng nghệ sĩ có số chiến thắng nhiều thứ hai trong lịch sử của Inkigayo.
| Năm  | Ngày        | Bài hát                |
| ---- | ----------- | ---------------------- |
| 2007 | 9 tháng 9   | "Lies"                 |
| 2007 | 16 tháng 12 | "Last Farewell"        |
| 2007 | 23 tháng 12 | "Last Farewell"        |
| 2008 | 13 tháng 1  | "Last Farewell"        |
| 2008 | 24 tháng 8  | "Haru Haru"            |
| 2008 | 31 tháng 8  | "Haru Haru"            |
| 2008 | 7 tháng 9   | "Haru Haru"            |
| 2008 | 30 tháng 11 | "Sunset Glow"          |
| 2008 | 7 tháng 11  | "Sunset Glow"          |
| 2008 | 14 tháng 11 | "Sunset Glow"          |
| 2011 | 6 tháng 3   | "Tonight"              |
| 2011 | 13 tháng 3  | "Tonight"              |
| 2011 | 20 tháng 3  | "Tonight"              |
| 2011 | 17 tháng 4  | "Love Song"            |
| 2011 | 24 tháng 4  | "Love Song"            |
| 2011 | 1 tháng 5   | "Love Song"            |
| 2012 | 11 tháng 3  | "Blue"                 |
| 2012 | 18 tháng 3  | "Blue"                 |
| 2012 | 25 tháng 3  | "Blue"                 |
| 2015 | 10 tháng 5  | "Loser"                |
| 2015 | 17 tháng 5  | "Loser"                |
| 2015 | 24 tháng 5  | "Loser"                |
| 2015 | 14 tháng 6  | "Bang Bang Bang"       |
| 2015 | 28 tháng 6  | "Bang Bang Bang"       |
| 2015 | 12 tháng 7  | "Sober"                |
|      | 23 tháng 7  | Let's not fall in love |
| 2022 | 17 tháng 4  | "Still Life"           |
| 2022 | 24 tháng 4  | "Still Life"           |
| 2022 | 1 tháng 5   | "Still Life"           |

### M! CountdowncủaMnet
Big Bang đã giành 45 giải Đầu bảng và 6 Triple Crown, tính cả các hoạt động solo, kể từ chiến thắng đầu tiên với "Lies" vào ngày 27 tháng 9 năm 2007. Họ hiện giữ kỉ lục giành nhiều giải Đầu bảng và Triple Crowns nhất trong lịch sử của M! Countdown.
| Năm  | Ngày        | Bài hát          |
| ---- | ----------- | ---------------- |
| 2007 | 27 tháng 9  | "Lies"           |
| 2007 | 25 tháng 10 | "Last Farewell"  |
| 2008 | 17 tháng 1  | "Last Farewell"  |
| 2008 | 28 tháng 8  | "Haru Haru"      |
| 2008 | 4 tháng 9   | "Haru Haru"      |
| 2008 | 11 tháng 9  | "Haru Haru"      |
| 2008 | 25 tháng 9  | "Haru Haru"      |
| 2008 | 4 tháng 12  | "Sunset Glow"    |
| 2011 | 3 tháng 3   | "Tonight"        |
| 2011 | 10 tháng 3  | "Tonight"        |
| 2011 | 17 tháng 3  | "Tonight"        |
| 2011 | 28 tháng 4  | "Love Song"      |
| 2012 | 8 tháng 3   | "Blue"           |
| 2012 | 15 tháng 3  | "Fantasic Baby"  |
| 2012 | 22 tháng 3  | "Fantasic Baby"  |
| 2015 | 14 tháng 5  | "Loser"          |
| 2015 | 21 tháng 5  | "Loser"          |
| 2015 | 11 tháng 6  | "Bang Bang Bang" |
| 2015 | 25 tháng 6  | "Bang Bang Bang" |
| 2015 | 9 tháng 7   | "Sober"          |
| 2022 | 14 tháng 4  | "Still Life"     |
| 2022 | 21 tháng 4  | "Still Life"     |
| 2022 | 28 tháng 4  | "Still Life"     |

### Music BankcủaKBS
Big Bang đã giành 35 giải đầu bảng, bao gồm cả các hoạt động solo, kể từ lần chiến thắng đầu tiên vào ngày 7 tháng 9 năm 2007 với "Lies".
| Năm  | Ngày        | Bài hát         |
| ---- | ----------- | --------------- |
| 2007 | 7 tháng 9   | "Lies"          |
| 2007 | 5 tháng 10  | "Lies"          |
| 2007 | 12 tháng 10 | "Lies"          |
| 2007 | 14 tháng 12 | "Last Farewell" |
| 2007 | 21 tháng 12 | "Last Farewell" |
| 2008 | 11 tháng 1  | "Last Farewell" |
| 2008 | 1 tháng 2   | "Last Farewell" |
| 2008 | 22 tháng 8  | "Haru Haru"     |
| 2008 | 5 tháng 9   | "Haru Haru"     |
| 2008 | 12 tháng 9  | "Haru Haru"     |
| 2008 | 19 tháng 9  | "Haru Haru"     |
| 2008 | 26 tháng 9  | "Haru Haru"     |
| 2008 | 21 tháng 11 | "Sunset Glow"   |
| 2008 | 26 tháng 12 | "Sunset Glow"   |
| 2008 | 12 tháng 9  | "Sunset Glow"   |
| 2011 | 4 tháng 3   | "Tonight"       |
| 2011 | 11 tháng 3  | "Tonight"       |
| 2011 | 18 tháng 3  | "Tonight"       |
| 2011 | 22 tháng 4  | "Love Song"     |
| 2012 | 6 tháng 3   | "Blue"          |
| 2012 | 16 tháng 3  | "Blue"          |
| 2015 | 15 tháng 5  | "Loser"         |
| 2015 | 22 tháng 5  | "Loser"         |

### Music On TopcủaJTBC
| Năm  | Ngày       | Bài hát |
| ---- | ---------- | ------- |
| 2012 | 14 tháng 3 | "Blue"  |

### Show! Music CorecủaMBC
| Năm  | Ngày       | Bài hát                  |
| ---- | ---------- | ------------------------ |
| 2015 | 9 tháng 5  | "Loser"                  |
| 2015 | 16 tháng 5 | "Loser"                  |
| 2015 | 11 tháng 7 | "Sober"                  |
| 2015 | 15 tháng 8 | "Let's Not Fall In Love" |
| 2015 | 22 tháng 8 | "Let's Not Fall In Love" |
| 2022 | 23 tháng 4 | "Still Life"             |
| 2022 | 30 tháng 4 | "Still Life"             |
| 2022 | 7 tháng 5  | "Still Life"             |

### Show ChampioncủaMBC Music
| Năm  | Ngày       | Bài hát |
| ---- | ---------- | ------- |
| 2015 | 20 tháng 5 | "Loser" |

## Giải thưởng và đề cử của các thành viên
- G-Dragon
- Taeyang
- T.O.P
- Seungri